# 李㤝
李㤝（810年代？—9世纪），唐朝皇子，是唐宪宗李纯第十六子，生母不详。
从其兄唐宣宗李忱生年推断，当在810年后。其父唐宪宗在820年逝世。长庆元年（821年），李㤝（忄充）被兄长唐穆宗封为澶王，李㤝去世之年不详。李㤝长子李泞，雁门郡王。